# Wizard of Legend
Wizard of Legend est un jeu vidéo d'action-RPG, de type rogue-like, développé et édité par Contingent99 et disponible en téléchargement le 15 mai 2018 sur Xbox One, PlayStation 4, Windows, macOS et Nintendo Switch,.

## Synopsis
Wizard of legend et un dungeon crawler intense dans lequel un sorcier tente de devenir une légende en relevant le défi consistant à battre des sorciers légendaire de chaque éléments et le plus grand sorcier d'entre tous qui maîtrise une magie unique pour cela il pourra développer une centaine de sorts uniques